# Бургундија (историјска регија)
Бургундија је историјско подручје Француске , које су насељавали Келти (Гали), Римљани (Гало-Римљани) и различити германски народи, а највише Бургунди и Франци. Касније је подручје било подељено на Војводство Бургундију (западна Бургундија) и грофовију Бургундију (источна Бургундија). Војводство Бургундија је много познатије, а постало је историјски познато. Касније је војводство Бургундија постало француска провинција Бургундија, а грофовија Бургундија је постала француска провинција Франш-Конт. Данашњи регион Бургоња обухвата већину војводства Бургундије.

## Историја
Бургунђани су били германско племе, које је испунило вакуум настао након Пада Западног римског царства. Прешли су 411. Рајну и успоставили су краљевину у Вормсу. После вишеструких сукоба између Римљана и Хуна Краљевина Бургундија је заузимала гранична подручја између Швајцарске, Француске и Италије. Франци су 534. победили последњег бургундског краља Годомара и тада је Бургундија постала део Франачке.
Када се распадала Франачка поново је настала Бургундија. Након деобе Франачке 843. дошло је до сукоба, који су се наставили у другој половини 9. века. Када се све смирило око 880. постојале су три Бургундије:
- Краљевина Горња Бургундија око Женевског језера
- Краљевина Доња Бургундија у Прованси
- Војводство Бургундија у Француској

Карло III Дебели је умро 888. и ујединио је целу Француску сем доње Бургундије тј. Провансе. Племство Горње Бургундије је тада изабрало Рудолфа I од Бургундије за краља. Рудолф је полагао права и на Италију, али то није могао остварити.
Две краљевине су се ујединиле 937., када се Рудолф II од Бургундије одрекао права на Италију и за узврат добио Провансу. Обе Бургундије су 1032. постале део Светог римског царства у време цара Конрада II. Војводство Бургундија је припало Француској 1004.
Током средњег века у Бургундији су се налазила седишта значајних цркви и манастира, а међу њима су Клини, Сито и Везелај.
Током Стогодишњег рата краљ Јован II Добри је дао војводство млађем сину. Није желео да га остави наследницима. Убрзо је војводство Бургундија постало велики ривал Француске, јер су војводе Бургундије женидбама повећали територије и војводство се простирало од Швајцарске до Северног мора. Имали су велик број феуда на обе стране границе између Француске и Светог римског царства. Економски су били најјачи у Фландрији и Брабанту. Двор у Дижону је надмашивао француски двор и економски и културно. У Белгији и Холандији бургундски стил живота је значио уживање у животу и доброј храни.
Крајем 15. века и почетком 16. века Бургундија је представљала базу моћи за успон Хабзбурговаца, јер Максимилијан I, цар Светог римског царства се оженио за Марију од Бургундије. Последњи војвода Карло Смели је убијен у бици и Бургундија је припала Француској. Ћерка Карла Смелог Марија од Бургундије и Максимилијан I, цар Светог римског царства су преместили двор у Брисел и одатле су владали остацима царства, Бургундском Холандијом и Франш-Конте, који је тада још био царски феуд. Каснија територија је припала Француској по споразуму из Нијмегена 1678.

## Вино
Бургундија производи вина истог имена. Иако то име означава црвено вино, у регији се производе и бела и црвена вина. Да би се вино сматрало бургундским вином може бити произведено само од шардонеа, пино ноара, гамеа или пино бланка. Најбоља вина су од шардонеа и пино ноара и долазе из Кот дор. Бургундска вина су изузетно цењена због историјске традиције, репутације. Мала производња оних најбољих вина доприноси да та вина постижу високу цену и тражњу. Вина из Бургундије су међу најскупљима на свету. Неки потрошачи купују та вина само да би на њима касније препродајом зарадили.

## Географија
Највиши врх је От Фолен висок 901 метар. Бургунундијски канал повезује реке Сону и Јону, што омогућује да барже плобе од севера до југа Француске. канал је завршен 1832. канал је дугачак 242 km и има 209 прелаза. Дижон је најзначајнији град дуж канала.